# 秋鹿村
秋鹿村（あいかむら）は、かつて島根県にあった村。現在の松江市北西部に当たる。

## 歴史
- 1889年（明治22年）4月1日 - 町村制の施行により、秋鹿郡大垣村・岡本村・秋鹿町・秋鹿村の区域をもって発足。
- 1896年（明治29年）4月1日 - 所属郡が八束郡に変更。
- 1960年（昭和35年）8月1日 - 松江市に編入。同日秋鹿村廃止。